# Helen DeWitt

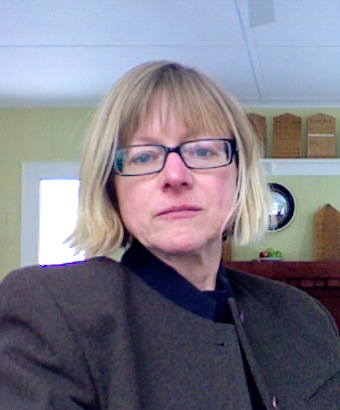
Helen DeWitt, 2013.

Helen DeWitt (Takoma Park, Maryland, Estados Unidos, 1957) es una novelista contemporánea estadounidense.

## Biografía
DeWitt se crio en América del Sur, ya que sus padres trabajaban en el servicio diplomático de los Estados Unidos. Después de un año en la escuela Northfield Mount Hermon y dos períodos en el Smith College.
Ha ganado la mayor alabanza por la novela de debut, The Last Samurai [El Último Samurái]. Mientras luchaba por completar el libro tenía varias formas de empleo, entre ellos un desambiguador de los diccionarios, copista, un empleado de Dunkin Donuts, y un trabajado de lavandería.  Durante este tiempo trabajaba en muchas novelas hasta que completó The Last Samurai,en 1998.
En 2004, desapareció de su hogar en Staten Island. Tres días después fue encontrada ilesa en las Cataratas del Niágara.
En 2005, colaboró con Ingrid Kerma, una pintora de Londres, y escribió "limit5" para la exposición "Blushing Brides" [Las Novias Ruborosas].
Actualmente vive en Berlín donde recientemente ha completado su segunda novela, con el título Your Name Here [Su Nombre Aquí], en colaboración con la periodista australiana Ilya Gridneff.  DeWitt había conocido a Gridneff en un pub en el este de Londres poco antes de su salida de Nueva York; entusiasmada con el virtuosismo lingüístico de sus correos electrónicos, sugirió un libro inspirado por Adaptation [Adaptación] por Charlie Kaufman, o Being John Malkovitch [Ser John Malkovitch].
Recientemente, los derechos para producir una película de The Last Samurai han sido adquiridos por Tom Dey.
Un extracto de Your Name Here fue publicado en el número de Invierno 2008 de la revista n+1.
Un extracto de una novela en curso que transcurre en Flin Flon, Manitoba, ha sido publicado por Open Book: Oratorio [Libro Abierto: Oratorio] en el final de un artículo sobre la novela y los obstáculos en encontrar una editorial.

## Novelas
- The Last Samurai [El Último  Samurái]
- Your Name Here [Su Nombre Aquí]
- Lightning Rods [Pararrayos]